# Lilium lancifolium
Il giglio cinese o giglio tigrino (Lilium lancifolium Thun. 1794, anche noto come Lilium leopoldii Baker, Lilium lishmannii T.Moore e Lilium tigrinum Ker Gawl.) è una pianta della famiglia delle Liliacee.

## Storia
Per anni è stato conosciuto come Lilium tigrinum (Ker Gawl.), finché non è stato stabilito che si trattava del Lilium lancifolium nominato da Thunberg sedici anni prima.

## Descrizione
Gli steli raggiungono gli 80-200 centimetri di altezza e presentano foglie lanceolate lunghe 6-10 centimetri e larghe 1-2 centimetri. Produce bulbi aerei nelle ascelle delle foglie, che generano nuove piante cloni dell'originale.
I fiori, pendenti e inodori, di colore arancione con macchie viola-marroni, fioriscono da metà luglio a inizio settembre lungo strade e linee ferroviarie.

## Distribuzione e habitat
È originario di Cina, Giappone, Corea, Isole Curili, Manciuria, territorio del Litorale e Sachalin, ed è stato introdotto in parte degli Stati Uniti d'America e del Canada, e in alcuni Stati europei come Bulgaria e Austria.
È una pianta resistente che si ritrova frequentemente nei giardini del Nord America orientale e sui cigli delle strade di campagna.

## Varietà

L. lancifolium var. flaviflorum

Se ne conoscono le seguenti varietà:
- Lilium tigrinum var. fortunei Standish
- Lilium tigrinum var. splendens Van Houtte
- Lilium tigrinum var. plenescens Waugh
- Lilium lancifolium var. flaviflorum Makino
- Lilium lancifolium var. fortunei (Standish) V.A.Matthews
- Lilium lancifolium var. splendens (Van Houtte) V.A.Matthews

La cultivar splendens ha ricevuto l'Award of Garden Merit dalla Royal Horticultural Society.

## Usi
I bulbi sono commestibili e vengono consumati bolliti. Hanno un sapore molto dolce che varia in base alla terra in cui la pianta è cresciuta. A Taiwan si mangiano anche i fiori, come avviene per le specie correlate L. brownii var. viridulum, L. pumilum e L. candidum. È tossico per i gatti.